# Mego
Мего (греч. ΜΕΓΚΟ) — греческий производитель мотоциклов, находившийся в Трикале. Фирма начала бизнес в 1947 году, выпуская трёхколёсные велосипеды, за которыми в 1951 году последовали трёхколёсные моторные утилитарные транспортные средства с двигателями объёмом 50-100 см³, и с нетрадиционной компановкой (одно колесо располагалось сзади). Первое название бренда было «Ниго» («Νίγκο»), по имени основателя фирмы Никоса Горголиса (Νικόλαος Γκοργκόλης).
В 1962 году фирма была частично преобретена фирмой MEBEA и переименована в «Мего» (от MEBEA Горголис), запустив в производство «традиционные» трёхколёсные лёгкие грузовики. В 1967 компания полностью перешла в собственность семьи Горголис, сохранив название «Мего». С тех пор «Мего» разработала и выпускала большое количество 50-кубовых мопедов и мотоциклов, лёгких 50-кубовых трёхколёсных грузовиков в основном с двигателями Sachs, а также велосипеды. С 1968 года выпускался также 125-кубовый мотоцикл. Мотоциклы и мопеды, имевшие инновационный дизайн, включали серии «50S», «EK», «Libra», «Viva» и особенно новаторский «GP50 Carrera». Продукция фирмы стала довольно популярной в Греции (также покупаемая такими организациями, как греческая почта, полиция и организация телекоммуникаций), был и экспорт, например, в Нидерланды. Проблемы у компании начались в конце 1980-х годов, в основном из-за импорта подержанных транспортных средств. Производство мотоциклов остановилось в 1988 году, но компания продолжала существовать до 1992 года, выпуская запчасти. Впоследствии, компания была переименована в «Горголис» («ΓΚΟΡΓΚΟΛΗΣ Α.Ε.»), сосредоточившись на импорте мотоциклов.
С 1992 года у фирмы стали появляться дочерние предприятия в Японии, Доминиканской республике, Венесуэле и Китае, торгующие мотоциклами. Бренд «Nipponia» появился (как ссылка на высокое качество японского дизайна) для серии мотоциклов, разработанных в Греции и выпускаемых в Китае, продающихся в нескольких странах. Впоследствии создана в Афинах штаб-квартира компании «Nipponia», отвечающая за дизайн, разработку, маркетинг и контроль качества мотоциклов, построенных в Шанхае. Последняя линейка моделей разработана Сотирисом Ковосом (дизайнер Toyota Yaris и других моделей Toyota) и сейчас продаётся в Европе.